# Борисевич Володимир Миколайович
Володимир Миколайович Борисевич (нар. 3 листопада 1969) — український футболіст, що грав на позиціях нападника. Відомий за виступами у команді вищої української ліги «Волинь» із Луцька, виступав також за української першої ліги «Буковина» та нижчоліговий клуб «Дністер» із Заліщиків, нетривалий час грав також у вищому молдовському дивізіоні за клуб «Агро». Володимир Борисевич тривалий час грав у аматорських командах Івано-Франківської області, та є рекордсменом із забитих м'ячів чемпіонату Івано-Франківської області з футболу.

## Кар'єра футболіста
Володимир Борисевич розпочав свою футбольну кар'єру після служби в армії у складі коломийської аматорської команди «Покуття» у 1991 році. У цьому році коломийська команда вперше стала чемпіоном області, а Володимир Борисевич відзначився у чемпіонаті області 9 забитими м'ячами, та став третім бомбардиром команди. Наступного сезону, вже у незалежній Україні, у короткотривалій обласній першості навесні 1992 Борисевич відзначився 13 разів, ставши другим бомбардиром команди. На здібного нападника звернуло увагу керівництво друголігового клубу «Дністер» із Заліщиків, у якому футболіст дебютував на початку сезону 1992—1993 років. У березні 1993 року Борисевич отримав запрошення до команди вищої української ліги «Волинь». Проте у луцькому клубі Володимир Борисевич зіграв лише 1 матч, та повернувся до «Дністра», у якому грав до кінця 1993 року. З початку 1994 року футболіст повертається до «Покуття», проте вже за півроку стає гравцем городенківського «Пробою», у якому грав до закінчення сезону 1995—1996 років. У 1996 році на нетривалий час відбув до Молдови, де зіграв 1 матч у вищому дивізіоні за столичний клуб «Агро», а після цього повернувся до «Пробою». У 1998 році футболіст півроку грав за першоліговий клуб «Буковина», який став для нього останнім професійним клубом у кар'єрі. Після виступів у Чернівцях Борисевич спочатку грав у аматорському клубі «Динамо-Орбіта» із Кам'янця-Подільського, після чого повернувся до чемпіонату Івано-Франківської області. Володимир Борисевич у 2000 році став чемпіоном області у складі клубу «Королівка». а також встановив рекорд чемпіонатів Івано-Франківщини із забитих м'ячів протягом одного сезону — 41 м'яч. Наступного сезону він знову став кращим бомбардиром обласної першості вже у складі «Пробою», проте із значно меншим результатом — 22 м'ячі. Пізніше Борисевич грав у низці аматорських клубів Івано-Франківської та Чернівецької — «Карпати» (Яремче), «Лужани», «Дельта» (Гвіздець). Останнім клубом Володимира Борисевича став «Каменяр» із Серафинців.